# Làng Then
Làng Then (Bắc Giang) là một ngôi làng nổi tiếng với truyền thống nông dân chơi đàn vĩ cầm của Việt Nam. Làng Then có truyền thống chơi vĩ cầm kể từ sau năm 1954, khi người nông dân tại đây bị thu hút bởi thanh âm của cây đàn. Dần dần, họ hình thành nên những thế hệ liên tiếp phát triển và giữ gìn truyền thống này. Làng Then còn được mệnh danh là "làng vĩ cầm" của Việt Nam.

## Lịch sử
Làng Then có vị trí địa lý nằm tại xã Thái Đào, huyện Lạng Giang, tỉnh Bắc Giang. Ngôi làng này nằm bên dòng sông Thương. Nơi đây có hơn 200 hộ dân sinh sống. Truyền thống chơi đàn vĩ cầm của Làng Then đã tồn tại từ khoảng thập niên 1950 và được các lớp thế hệ trong làng gìn giữ.
Làng Then từng bị thực dân Pháp chiếm đóng. Sau năm 1954, một số người làng chơi vĩ cầm và nhạc cụ phương Tây khác. Người khởi đầu phong trào này là ông Nguyễn Hữu Đưa. Ông Nguyễn Quang Khoa, một trong những truyền nhân đời thứ hai của làng Then cho biết vào những năm 50 của thế kỷ 20, Dàn nhạc Giao hưởng Việt Nam sơ tán khỏi Hà Nội và từng có thời gian ở tại làng Then. Những người nông dân tại đây bị thu hút bởi thanh âm của cây đàn nên một số người yêu âm nhạc của làng đã tự góp tiền xuống Hà Nội mời thầy về làng truyền dạy cách chơi đàn. Dần dần, phong trào này đã lan rộng.
Cây vĩ cầm đầu tiên của làng được mua lại từ một gia đình tư sản với giá bốn vạn đồng (tương đương năm tạ thóc). Sau đó, làng mua thêm vài cây vĩ cầm, cello, viola,... mượn của Tỉnh đoàn, và hình thành đội vĩ cầm. Để mua một cây đàn, người nông dân lao động tại đây phải bán đi hàng tạ thóc. Thời điểm này, có đến 11 người bỏ tiền ra mua vĩ cầm và một chiếc đàn cello làm dàn nhạc. Trung bình cứ ba gia đình thì có một người chơi thành thạo loại nhạc cụ này.
Thế hệ thứ hai của làng được hình thành sau năm 1975 và được giáo dục dưới sự hướng dẫn của ông Nguyễn Hữu Đưa, nhạc công của Đoàn ca múa kịch Hà Bắc. Ngoài đàn vĩ cầm, nhiều đàn sáo và các nhạc cụ khác được bổ sung. Tính tới thời điểm đó có tổng số 97 em học sinh. Năm 1985, dàn nhạc của làng chỉ còn vài người và đứng trước nguy cơ tan rã nhưng may mắn được khôi phục.
Thế hệ thứ ba của ngôi làng phát triển từ năm 2002. Năm 2005, có tới 11 người trên 70 tuổi đã sửa lại đàn cũ, mở lớp giảng dạy vĩ cầm. Năm 2009, có 9 học sinh tại làng thi đỗ vào các trường đại học văn hóa văn nghệ Trung ương và tỉnh. Ông Đưa dạy vĩ cầm từ năm 1973 và đến nay vẫn tiếp tục dạy miễn phí.
Với sự hỗ trợ tài chính của Quỹ Thụy Điển – Việt Nam phát triển văn hóa, đội nhạc làng Then đã bổ sung các nhạc cụ mới, tu sửa đàn cũ và tiếp tục sự nghiệp phát triển truyền thống vốn có. Hãng Phim tài liệu khoa học trung ương Việt Nam từng làm một bộ phim tài liệu mang tên là "Chuyện Làng Then".

## Thành tích
Đến nay, đội văn nghệ làng Then có thể chơi hoàn chỉnh được nhiều bản nhạc lớn và khó. Nơi đây đã trở thành một trong những ngôi làng "nổi tiếng" nhất Việt Nam, là ngôi làng duy nhất cả nước có những người nông dân biết chơi đàn vĩ cầm. Viện kỷ lục Việt Nam đã đề xuất làng Then là "Ngôi làng duy nhất có truyền thống chơi vĩ cầm lâu đời nhất Việt Nam".
Năm 1962, đội văn nghệ làng Then tham gia hội diễn văn nghệ ở Hà Đông, Hà Tây (nay thuộc Hà Nội) và đoạt giải nhất.
Năm 2012, nhóm đàn vĩ cầm của làng Then tham cuộc thi Tìm kiếm tài năng: Vietnam's Got Talent và lọt vào bán kết 3. Năm 2019, các nghệ sĩ vĩ cầm làng Then tham gia biểu diễn cùng các nghệ sĩ quốc tế trong giao lưu âm nhạc quốc tế tại Hải Phòng.

## Nhân vật đáng chú ý
Làng Then cũng là nguyên quán của một số nghệ sĩ nổi tiếng trong lĩnh vực nghệ thuật của Việt Nam.
- NSND Bùi Đắc Sừ (nguyên giám đốc Nhà hát Chèo Việt Nam)
- NSƯT Hà Quốc Minh (quyền giám đốc Nhà hát Chèo Việt Nam)